# Hlavně nesmí býti smutno…
hlavně nesmí býti smutno… (1995) je album autorské dvojice Zdeňka Svěráka a Jaroslava Uhlíře. Obsahuje patnáct písní, které umělci nazpívali se sborem Sedmihlásek Praha.
Album bylo vydáno nejprve v roce 1995 a poté opětovně roku 2005.

## Skladby
1. Křížovky
2. Vykárka a Tykárka
3. Auta
4. Vodoměrky
5. Opičí kapela
6. Moje milá plaví koně
7. Svátek zvířat
8. Edu vzali k fotografovi
9. Krávy, krávy
10. Mléčný bar
11. Klouzky
12. Hlavně, že jsme na vzduchu
13. Rovnátka
14. Náušnice z třešní
15. Chvalím tě, země má